# Погрошин
Погрошин (пол. Pogroszyn) — село в Польщі, у гміні Венява Пшисуського повіту Мазовецького воєводства.
Населення — 254 особи (2011).
У 1975-1998 роках село належало до Радомського воєводства.

## Демографія
Демографічна структура станом на 31 березня 2011 року:
|          | Загалом | Допрацездатний вік | Працездатний вік | Постпрацездатний вік |
| -------- | ------- | ------------------ | ---------------- | -------------------- |
| Чоловіки | 129     | 27                 | 89               | 13                   |
| Жінки    | 125     | 28                 | 65               | 32                   |
| Разом    | 254     | 55                 | 154              | 45                   |